# Gwiazdozbiór Góry Stołowej
Góra Stołowa (łac. Mensa, dop. Mensae, skrót Men, inna spotykana nazwa Stół) – gwiazdozbiór nieba południowego, oznaczony przez francuskiego astronoma, kartografa i duchownego, Nicolasa Louisa de Lacaille w roku 1751 dla upamiętnienia Góry Stołowej, jednej z najbardziej spektakularnych gór na Ziemi, na Przylądku Dobrej Nadziei, na której w latach 1750–1752 prowadził swoje obserwacje. Jest to jedyny gwiazdozbiór, któremu nadał nazwę niezwiązaną z naukowym bądź artystycznym narzędziem i jedyny układ gwiazd na niebie nazwany na cześć obiektu ziemskiego. Jego pierwotna nazwa, Mons Mensae, w XIX wieku została skrócona do Mensa. Zawiera 1/3 Wielkiego Obłoku Magellana. Liczba gwiazd dostrzegalnych nieuzbrojonym okiem: około 15. W Polsce niewidoczny. Góra Stołowa to najsłabszy spośród wszystkich 88 gwiazdozbiorów. Jest to 75 co do wielkości gwiazdozbiór na niebie. Jego najjaśniejsza gwiazda to Alfa Mensae, piątej wielkości gwiazdowej. Najciekawszym obiektem konstelacji jest fragment Wielkiego Obłoku Magellana wystający z sąsiedniej Złotej Ryby.

## Pochodzenie nazwy
Ciemne gwiazdy Góry Stołowej leżą zbyt daleko na południe, by mogli je zobaczyć starożytni europejscy astronomowie, dlatego też ani jedna z gwiazd nie jest powiązana z żadnym mitem. Nawet w Uranometrii Bayera ta część nieba jest pusta. Mons Mensae, to jeden z dwóch gwiazdozbiorów, których nazwy kojarzą się z elementami krajobrazu.

## Gwiazdy Góry Stołowej
Najjaśniejsze gwiazdy widoczne są tylko jako blade plamki piątej wielkości, niezbędne są więc dobre warunki, by je zobaczyć. Cztery główne gwiazdy, Alfa, Gamma, Eta i Beta tworzą trapez za Wielkim Obłokiem Magellana. Alfa Men jest najbledszą na niebie gwiazdą Alfa. 
- Alfa (α) Men piątej wielkości jest jedną z najbliższych gwiazd podobnych do Słońca - znajduje się w odległości zaledwie 33,1 lat świetlnych od Słońca. Stanowi 90% masy Słońca, a jej jasność równa jest 80% jasności naszej gwiazdy. Dzisiaj jest tylko ciemnym pyłkiem, ale 250 tysięcy lat temu był najbliżej Słońca w swojej historii, w odległości zaledwie 11 lat świetlnych, i wtedy była gwiazdą niemal drugiej wielkości[1]. Jest karłem typu widmowego G5. W odległości 3,5″ łuku towarzyszy mu czerwony karzeł[3].
- Pi Mensae (π Men), która jest odległa o około 59 lat świetlnych od nas, to kolejna gwiazda typu G, bardzo podobna do Słońca. Widać ją jako punkcik szóstej wielkości. Astronomowie odkryli towarzyszącą jej planetę, gazowego olbrzyma o masie ponad 10 razy większej od masy Jowisza[1].
- γ Men, jasność 5,18m, typ widmowy K4 III, odległość 101 lat świetlnych.
- TZ Men, jasność max. 6,19m, min. 6,87m, gwiazda zmienna zaćmieniowa typu β Per, okres zmian 8,569 doby[2].
- W Mensae o maksymalnej jasności zaledwie 13,8m i należy do klasy gwiazd R Coronae Borealis. Te obiekty nazywa się popularnie nowymi odwróconymi, gdyż co jakiś czas ich atmosfera robi się ciemniejsza, wzbogacona w pył. Jej jasność spada wówczas nawet do 18,3m[3].

## Interesujące obiekty
Góra Stołowa leży daleko od płaszczyzny Drogi Mlecznej, więc nie ma w niej gromad gwiazd czy mgławic z naszej Galaktyki. Wszystkie obiekty w tej okolicy są zbyt małe lub zbyt blade, a najczęściej i zbyt małe, i zbyt blade jako interesujące obiekty do obserwacji przez amatorskie teleskopy. Południowe krańce Wielkiego Obłoku Magellana wiszą nad północnym skrajem Góry Stołowej w podobny sposób, w jaki mgła i chmury tworzą tzw. obrus nad ziemską Górą Stołową. Kiedy w dobrych warunkach ogląda się południowy skraj obłoku przez teleskop, można zobaczyć wiele bladych gwiazd, węzłów i mglistych pasemek, które składają się na naszego najbliższego pozagalaktycznego sąsiada. 
W obszarze Góry Stołowej znajdują się gromady gwiazdowe. Najjaśniejsze z nich to:
- NGC 1711
- NGC 2019
- NGC 2134
- NGC 2065
- NGC 2010
- NGC 2058
- NGC 1987 oraz NGC 2121.

Jedną z najciekawszych jest NGC 1987 (12m). Jest to bogata w gwiazdy gromada otwarta, odkryta przez Johana Herschela w 1834 roku. Znajduje się na wschód od β Men. Jej wiek szacowany jest na około 1,1 miliarda lat.